# Angeliki Laiou
Angeliki Laiou, in greco Αγγελική Λαΐου? (Atene, 6 aprile 1941 – Boston, 11 dicembre 2008), è stata una politica e bizantinista greca naturalizzata statunitense.
Ha insegnato presso la University of Louisiana, la Harvard University, la Brandeis University, e la Rutgers University. È stata inoltre titolare della cattedra Dumbarton Oaks Professorship of Byzantine Studies ad Harvard dal 1981. Dal 2000 al 2002, è stata membro del Parlamento ellenico per il Movimento Socialista Panellenico (PASOK). Ha inoltre brevemente ricoperto l'incarico di vice segretario degli affari esteri nel terzo governo Costas Simitis.

## Biografia
Laiou nacque ad Atene il 6 aprile del 1941 in una famiglia di greci del Ponto, rifugiatisi in Grecia in seguito al genocidio greco e allo scambio di popolazioni tra Grecia e Turchia. Studiò inizialmente presso la Hellenic-American Educational Foundation, continuando la sua formazione nella Università Nazionale Capodistriana di Atene (1958–59), sotto la guida del bizantinista greco Dionysios Zakythinos, il quale accese il suo interesse per l'impero bizantino. Si trasferì in seguito presso la Brandeis University dove ottenne il suo  BA nel 1961. Nel 1966 conseguì ad Harvard il proprio PhD, sotto la supervisione di Robert Lee Wolff, uno tra i più importanti storici delle Crociate. La sua tesi di dottorato divenne la base per il suo primo libro, pubblicato nel 1972 e intitolato Constantinople and the Latins: The Foreign Policy of Andronicus II, 1282–1328.

### Carriera accademica
Nel 1962, condusse un ciclo di lezioni presso la University of Louisiana, ritornando in seguito ad Harvard dove rimase dal 1966 al 1972, prima come  instructor in seguito in qualità di assistant professor. Si spostò in seguito alla Brandeis, dove rimase fino al 1981, divenendo distinguished professor. Nel medesimo periodo insegnò anche al Rutgers College della Rutgers University. Nel 1981 ritornò ad Harvard, occupando la prestigiosa cattedra Dumbarton Oaks Professorship of Byzantine Studies, una posizione che mantenne fino alla morte. Tra il 1985 e il 1988 ricoprì anche l'incarico di responsabile del dipartimento di storia. Dal 1989 al 1998 presiedette l'importante istituzione Dumbarton Oaks Research Library and Collection a Washington, DC.
Laiou condusse degli studi di rilievo sulla società bizantina e medievale, con particolare attenzione al ruolo della donna. Il suo articolo The role of women in Byzantine society, pubblicato nel Jahrbuch der österreichischen Byzantinistik nel 1981, aprì un nuovo ambito di ricerca per gli studiosi di Bisanzio. Innovativi furono anche i lavori Peasant Society in the Late Byzantine Empire (1977) e Mariage, Amour et Parenté à Byzance Aux XIe-XIIIe Siècles (1992). Nelle fasi finali della sua carriera accademica, presiedette la compilazione dell'opera in tre volumi intitolata Economic History of Byzantium (2002), ritenuta essere l'opera di riferimento sulla storia economica bizantina, seguita da The Byzantine Economy (2007), la sua ultima pubblicazione.
Nella natia Grecia, Laiou ottenne l'ammissione nella prestigiosa Accademia di Atene nel 1998 (la seconda donna ad ottenere tale riconoscimento dopo la scrittrice Galateia Saranti) nonché la decorazione, con il rango di Commendatore, dell'Ordine d'Onore. Laiou fu inoltre membro corrispondente della Académie des Inscriptions et Belles-Lettres, dell'Accademia austriaca delle scienze, membro straniero dell'Accademia serba delle scienze e delle arti, membro della Medieval Academy of America e della American Academy of Arts and Sciences, nonché docente onoraria presso l'Università Nankai.

### Carriera politica
In occasione della elezioni parlamentari in Grecia del 2000, venne eletta nel Parlamento ellenico nella lista del Movimento Socialista Panellenico. Nel maggio del 2000 venne nominata vice segretario agli affari esteri nel governo Simitis. Rassegnò le dimissioni da tale incarico sei mesi dopo per proseguire la sua attività accademica, lasciando inoltre il proprio seggio parlamentare nel 2002.

### Famiglia
È stata sposata con Stavros Thomadakis, già presidente della Commissione greca per i mercati dei capitali, dal quale ha divorziato. Da tale relazione ha avuto un figlio, Vassilis Thomadakis.
Affetta da tumore della tiroide, è deceduta a Boston l'11 dicembre del 2008.

## Opere
- Angeliki E. Laiou, Constantinople and the Latins: The Foreign Policy of Andronicus II, 1282–1328, Harvard University Press, 1972, ISBN 0-674-16535-7.
- Angeliki E. Laiou, Peasant society in the late Byzantine Empire: a social and demographic study, Princeton University Press, 1977, ISBN 978-0-691-05252-6.
- Angeliki E. Laiou e Henry Maguire (a cura di), Byzantium, a world civilization, Dumbarton Oaks Research Library and Collection, 1992, ISBN 978-0-88402-200-8.
- (FR) Angeliki E. Laiou, Mariage, amour et parenté à Byzance aux XIe–XIIIe siècles, Paris, De Boccard, 1992, ISBN 978-2-7018-0074-5.
- Angeliki E. Laiou (a cura di), Consent and coercion to sex and marriage in ancient and medieval societies, Dumbarton Oaks Research Library and Collection, 1993, ISBN 978-0-88402-213-8.
- Angeliki E. Laiou e Dieter Simon, Law and society in Byzantium, 9th–12th centuries, Dumbarton Oaks, 1994, ISBN 978-0-88402-222-0.
- Hélène Ahrweiler e Angeliki E. Laiou, Studies on the Internal Diaspora of the Byzantine Empire, Washington, D.C., Dumbarton Oaks Research Library and Collection, 1998, ISBN 0-88402-247-1.
- Ernest R. May e Angeliki E. Laiou, The Dumbarton Oaks conversations and the United Nations, 1944-1994, Dumbarton Oaks Research Library, 1998, ISBN 978-0-88402-255-8.
- Angeliki E. Laiou e Roy Parviz Mottahedeh (a cura di), The Crusades from the Perspective of Byzantium and the Muslim World, Washington, D.C., Dumbarton Oaks Research Library and Collection, 2001, ISBN 0-88402-277-3. URL consultato il 22 febbraio 2020 (archiviato dall'url originale il 23 novembre 2010).
- Angeliki E. Laiou (a cura di), The Economic History of Byzantium from the Seventh through the Fifteenth Century, Dumbarton Oaks Research Library and Collection, 2002, ISBN 0-88402-288-9. URL consultato il 22 febbraio 2020 (archiviato dall'url originale il 18 febbraio 2012).
- Angeliki E. Laiou (a cura di), Urbs capta: the Fourth Crusade and its consequences, Lethielleux, 2005, ISBN 978-2-283-60464-9.
- Angeliki E. Laiou e Cécile Morrison, The Byzantine Economy, Cambridge, UK, Cambridge University Press, 2007, ISBN 0-521-84978-0.